# Крашенинников, Павел Владимирович

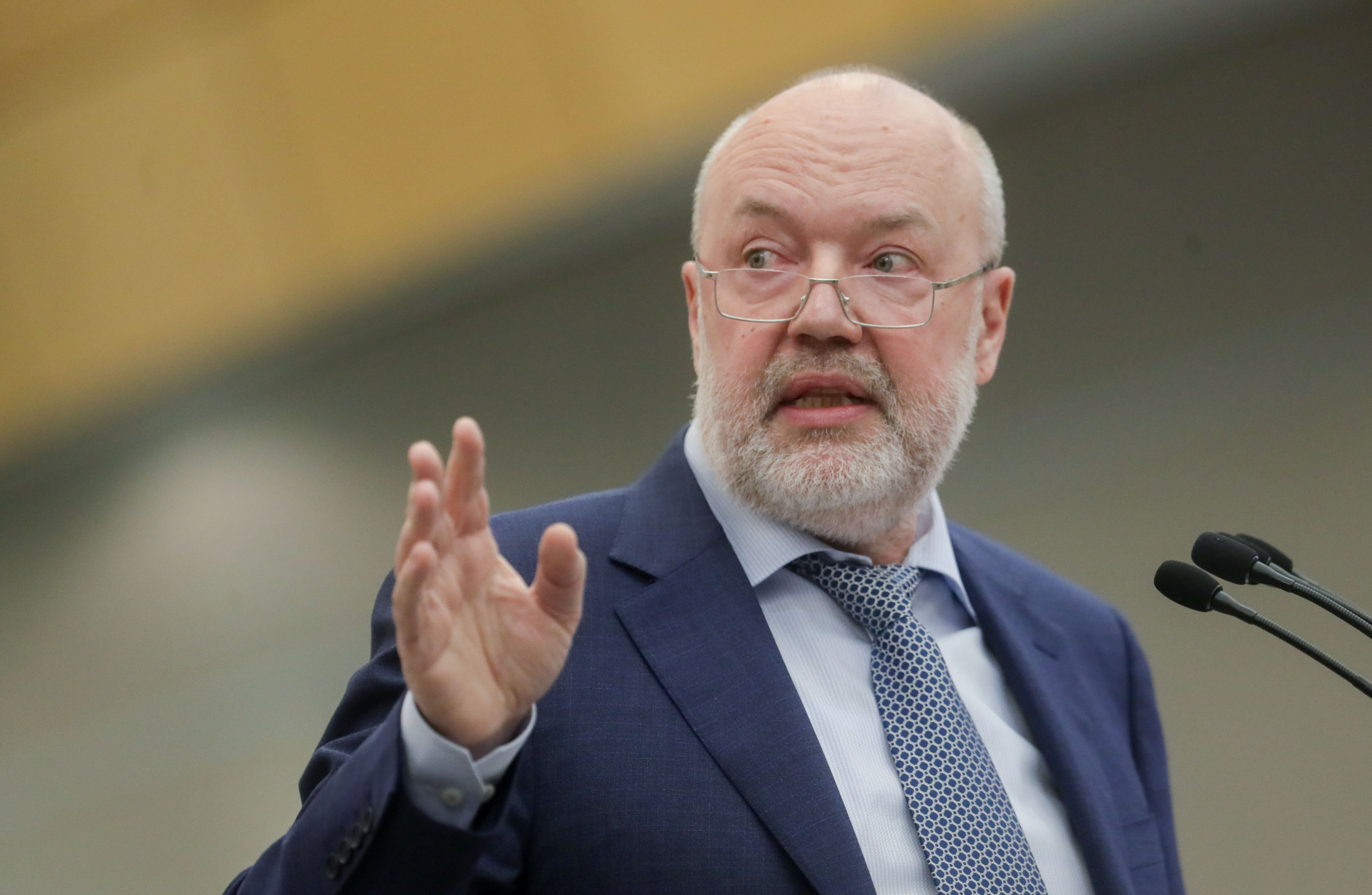
На пленарном заседании в Государственной Думе. Ноябрь, 2021 года

Па́вел Влади́мирович Крашени́нников (род. 21 июня 1964, Полевской, Свердловская область, РСФСР, СССР) — российский политический деятель и правовед, специалист в области гражданского права. Председатель комитета Государственной Думы по государственному строительству и законодательству с 5 октября 2016 года. Член фракции «Единая Россия».
Депутат Государственной думы VIII созыва от партии «Единая Россия».
Доктор юридических наук, профессор. Заслуженный юрист РФ. Государственный советник юстиции Российской Федерации.
Председатель Совета при Президенте Российской Федерации по кодификации и совершенствованию гражданского законодательства. Председатель Ассоциации юристов России.
Ректор Российской школы частного права (1999—2010).
Избирался депутатом Государственной думы III созыва (с 19 декабря 1999 года) (от «Союза правых сил»), IV, V, VI, VII и VIII созывов (от «Единой России»). В 1998—1999 годах занимал должность министра юстиции Российской Федерации, являлся членом Совета безопасности Российской Федерации.
Член Комиссии при Президенте РФ по вопросам совершенствования государственного управления и правосудия.
Председатель Общероссийской общественной организации «Попечительский совет уголовно-исполнительной системы». Вице-президент хоккейного клуба «Металлург» (Магнитогорск).
Из-за вторжения России на Украину, находится под международными санкциями Евросоюза, США, Великобритании и ряда других стран.

## Биография
Родился 21 июня 1964 года в городе Полевской Свердловской области. Родители — строители-монтажники, отец матери был революционером, участвовал в штурме Зимнего дворца.
Учился в средней школе в Магнитогорске. В 1983 году окончил Магнитогорский строительный техникум, после окончания техникума проходил срочную службу в Советской армии. В 1989 году окончил Свердловский юридический институт. Затем работал преподавателем кафедры гражданского права в 1989—1993 годах.
В 1990—1993 годах работал в Верховном Совете РСФСР экспертом по правовым вопросам, затем заместителем начальника главного управления по жилищной политике Госстроя.
В 1991 году окончил аспирантуру Свердловского юридического института и там же под научным руководством кандидата юридических наук, профессора М. Я. Кирилловой защитил диссертацию на соискание учёной степени кандидата юридических наук по теме «Правовое регулирование организации и деятельности жилищно-кооперативных товариществ» (специальность 12.00.03 — гражданское право; семейное право; гражданский процесс; международное частное право); официальные оппоненты — доктор юридических наук, профессор, заслуженный юрист РСФСР В. С. Якушев и кандидат юридических наук, доцент В. А. Бублик; ведущая организация — Казахский государственный университет имени имени С. М. Кирова
В 1993 году был назначен на должность начальника управления гражданского и экономического законодательства Министерства юстиции России. В 1996—1997 годах работал статс-секретарём и заместителем председателя Государственного комитета РФ по антимонопольной политике и поддержке новых экономических структур.
В 1996 году в МГУ имени М. В. Ломоносова защитил в форме научного доклада диссертацию на соискание учёной степени доктора юридических наук по теме «Современные проблемы права собственности и иных вещных прав на жилые помещения» (специальность 12.00.03 — гражданское право; семейное право; гражданский процесс; международное частное право).
В 1997 году назначен на пост первого заместителя Министра юстиции РФ, в 1998 году — на пост Министра юстиции РФ.
В 1998—1999 годах являлся членом Совета безопасности Российской Федерации.
После ухода из министерства был назначен ректором Российской школы частного права (с 1999 по 2010 годы).
30 января 2007 года избран Председателем Правления Общероссийской общественной организации «Ассоциация юристов России» (АЮР). Впоследствии многократно избирался Сопредседателем и Председателем АЮР.
Вице-президент хоккейного клуба «Металлург» (Магнитогорск), с 2006 по 2014 гг. являлся председателем Попечительского совета Федерации хоккея России.
18 сентября 2018 года Указом Президента Российской Федерации назначен Председателем Совета при Президенте Российской Федерации по кодификации и совершенствованию гражданского законодательства.
15 января 2020 года распоряжением Президента Российской Федерации назначен сопредседателем (наряду с А. А. Клишасом и Т. Я. Хабриевой) рабочей группы по подготовке предложений о внесении внесении поправок в Конституцию Российской Федерации.

## Деятельность в Государственной думе
В декабре 1999 года был избран депутатом Государственной Думы III созыва по федеральному списку избирательного блока «Союз правых сил» (СПС). В Думе возглавил Комитет по законодательству.
В декабре 2003 года был избран депутатом Государственной Думы IV созыва от Магнитогорского одномандатного округа в Челябинской области. Несмотря на то, что выдвигался он от «Союза правых сил», в Госдуме вошёл в состав фракции партии «Единая Россия». Он заявлял о том, что в составе фракции партии власти ему будет легче добиваться либеральных преобразований, нежели вне фракционных объединений. Стал председателем Комитета Государственной думы по гражданскому, уголовному, арбитражному и процессуальному законодательству.
В 2007 и 2011 годах переизбирался депутатом Государственной Думы V и VI созывов от «Единой России» и оба раза возглавлял Комитет по гражданскому, уголовному, арбитражному и процессуальному законодательству.
В 2016 и 2021 годах переизбирался депутатом VII и VIII созывов, и оба раза возглавил Комитет по государственному строительству и законодательству.

### Законотворческая деятельность

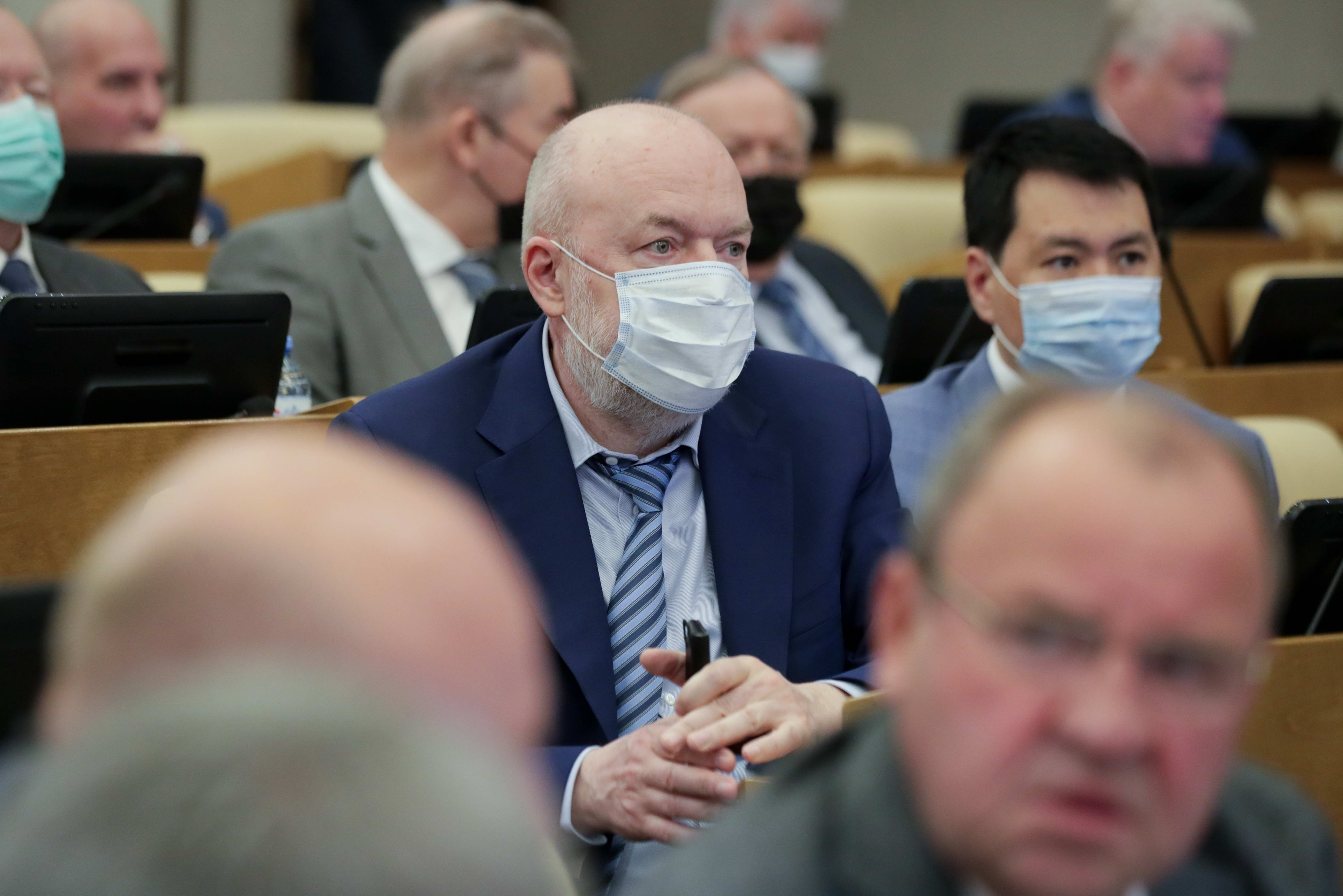
Председатель Комитета по государственному строительству и законодательству Павел Крашенинников, 2021 год

С 1999 по 2019 год, в течение исполнения полномочий депутата Государственной Думы III, IV, V, VI и VII созывов, выступил соавтором 260 законодательных инициатив и поправок к проектам федеральных законов.
Принимал активное участие в разработке Гражданского кодекса Российской Федерации, Гражданского процессуального кодекса Российской Федерации, Арбитражного процессуального кодекса Российской Федерации, Уголовно-процессуального кодекса Российской Федерации, Жилищного кодекса Российской Федерации и других кодексов и законов.
Проводил передачу Уголовно-исполнительной системы из ведения МВД России в ведение Министерства юстиции РФ. Принимал участие в создании Федеральной службы судебных приставов,Федеральной службы государственной регистрации, кадастра и картографии; в разработке символа российского рубля (₽) и др.
Является одним из создателей системы государственной регистрации прав на недвижимое имущество. Принимал непосредственное участие в разработке Федерального закона от 21 июля 1997 г. № 122-ФЗ «О государственной регистрации прав на недвижимое имущество и сделок с ним» (вступил в силу 31.01.1998), который стал основой для функционирования и развития российской системы регистрации прав на недвижимость.
Был инициатором так называемой «дачной амнистии», которой с 1 сентября 2006 года был введен упрощённый порядок оформления прав граждан на отдельные объекты недвижимости: дачные, садовые дома, объекты ИЖС, земельные участки и др.
Автор законов, которые ввели в российский правопорядок наследственные фонды (с 1 сентября 2018 года), наследственные договоры и совместные завещания супругов (с 1 июня 2019 года). Наиболее известным примером наследственных фондов за рубежом является фонд Альфреда Нобеля, из которого выплачиваются знаменитые нобелевские премии.
Автор закона «день за полтора», которым введены коэффициенты пересчета сроков наказания для лиц, находящихся в местах лишения свободы, с учётом времени содержания в следственном изоляторе и вида исправительного учреждения. Теперь день нахождения в СИЗО засчитывается за полтора дня в колонии общего режима, два дня в колонии-поселении и один день в колонии строгого режима или тюрьме. Закон вступил в силу 14 июля 2018 года и имел обратную силу, в результате чего сроки лишения свободы были пересмотрены в отношении более 100 тыс. осужденных.
В качестве председателя профильного Комитета Государственной Думы и руководителя межведомственной рабочей группы по совершенствованию законодательства Российской Федерации о судоустройстве и процессуального законодательства, созданной Администрацией Президента РФ, проводил судебную реформу в 2018 −2019 гг. В результате были приняты около 30 законов по совершенствованию судебной системы, в том числе два основных: о реформировании судоустройства (в системе судов общей юрисдикции созданы апелляционные и кассационные суды, не связанные рамками административно-территориального деления РФ) и реформировании судопроизводства (введено профессиональное представительство сторон в судах, сплошная кассация и др.), кроме того установлено автоматизированное (беспристрастное) распределение дел, обязательная аудиозапись судебных заседаний, введены групповые иски для защиты гражданами своих прав и законных интересов, и другие изменения.
В сентябре 2021 года вместе с сенатором Андреем Клишасом внёс законопроект о реформе региональных органов власти, который предусматривает унификацию органов власти во всех субъектах федерации, расширяет основания для увольнения глав регионов в связи с утратой доверия президента, а также снимает федеральный запрет для глав регионов на то, чтобы они занимали свою должность более двух сроков подряд.
В середине июня 2022 года, на фоне вторжения России на Украину, Павел Крашенинников, Андрей Клишас и Ирина Панькина внесли законопроект который предлагает освобождать от наказания отдельные категории осужденных и лиц, совершивших преступления небольшой или средней тяжести, если они заступили на военную службу в период мобилизации, военного положения или военного времени.

## Научная деятельность
Автор многих научных работ в области частного, публичного права, истории государства и права. Под редакцией П. В. Крашенинникова и в соавторстве вышли в свет постатейные комментарии к Гражданскому кодексу РФ, Жилищному кодексу РФ, Семейному кодексу РФ, Арбитражному процессуальному кодексу РФ, Гражданскому процессуальному кодексу РФ.
Входит в редакционный совет журналов: «Юридический мир», «Юрист», «Нотариус», «Семейное и жилищное право», «Гражданское право», «Спортивное право».

## Санкции
25 февраля 2022 года, на фоне вторжения России на Украину, включён в санкционный список стран Евросоюза в ответ на решение России признать территории Донецкой и Луганской областей Украины и на решение об отправке туда российских войск.
11 марта 2022 года внесён в санкционный список Великобритании «за признание независимости двух сепаратистских регионов в Украине».
30 сентября 2022 года был внесён в санкционный список США в ответ на «фиктивные референдумы» и «аннексию территорий Украины российскими оккупационными силами». Государственный департамент отмечает что депутаты единогласно приняли закон о фейках, а некоторые депутаты сыграли ключевую роль в распространении российской дезинформации о войне.
23 февраля 2023 года включён в санкционный список Канады «соратников режима», так как он «голосовал за законодательство связанное с вторжением и попыткой аннексии четырех регионов Украины».
По аналогичным основаниям находится в санкционных списках Швейцарии, Австралии, Японии, Украины и Новой Зеландии

## Семья
Женат, имеет сына и дочь.

## Награды
- Орден «За заслуги перед Отечеством» III степени (14 августа 2014) — за активную законотворческую деятельность, заслуги в укреплении законности, защите прав и интересов граждан, подготовку юридических кадров и многолетнюю добросовестную работу[42]
- Орден «За заслуги перед Отечеством» IV степени (17 декабря 2007) — за активное участие в разработке и подготовке проекта Гражданского кодекса Российской Федерации[43]
- Орден Дружбы (5 апреля 2003) — за активную законотворческую деятельность и многолетнюю добросовестную работу[44]
- Заслуженный юрист Российской Федерации (21 марта 2007) — за заслуги в укреплении законности, защите прав и законных интересов граждан, многолетнюю добросовестную работу[45]
- Почётная грамота Президента Российской Федерации (12 декабря 2008) — за заслуги в законотворческой деятельности и развитии парламентаризма в Российской Федерации[46]
- Благодарность Президента Российской Федерации (22 июля 2002) — за большой вклад в разработку законов по реализации концепции судебной реформы[47]
- Медаль Столыпина П. А. II степени (17 июля 2017) — за заслуги в законотворческой деятельности, направленной на решение стратегических задач социально-экономического развития страны[48].
- Благодарность Правительства Российской Федерации (6 мая 2008) — за заслуги в законотворческой деятельности и активное участие в развитии парламентаризма в Российской Федерации[49].
- Благодарность Правительства Российской Федерации (17 апреля 2006) — за активное участие в законотворческой деятельности, развитии парламентаризма в Российской Федерации и в связи со 100-летием образования Государственной Думы в России[50].
- Медаль Анатолия Кони (1994)
- Медаль «В ознаменование 10-летия возвращения Севастополя в Россию» (10 июня 2024) — за личный вклад в возвращение города Севастополя в Россию
- Почётная грамота Правительства Российской Федерации (4 февраля 2011) — за заслуги в законотворческой деятельности и многолетнюю добросовестную работу[51]
- Почётный гражданин Магнитогорска (1999)
- Почётный гражданин Челябинской области (2014)[52]
- Почётный гражданин Свердловской области (10 июня 2024) — за выдающиеся достижения в сфере социально-экономического развития Свердловской области[53]
- Премия «Юрист Года» в номинации «Правовое просвещение» (2019)[54]
- Почётный доктор Новгородского Государственного Университета им. Ярослава Мудрого (2013)

## Сочинения
- «12 апостолов права»
- «Времена и право»
- «Античное право: очерки истории»
- «Серебряный век права»
- «Страсти по праву: очерки о праве военного коммунизма и советском праве. 1917—1938»
- «Заповеди советского права: Очерки о государстве и праве военного и послевоенного времени. 1939—1961»
- «Закон и законотворческий процесс»
- «Федеральный законотворческий процесс»
- «Кодификация российского частного права» (в соавторстве)
- Семь жизней графа Михаила Сперанского. — М. : Эксмо, 2021. — 216 с., [16] л. ил., цв. ил., факс. ISBN 978-5-04-121469-2
- Право и революция. / В 2 томах. — М. : Статут, 2022. ISBN 978-5-8354-1813-8
- Время великих реформ. Золотой век российского государства и права. — М. : Эксмо, 2023. — 349 с., [16] л. ил., цв. ил., портр., факс. ISBN 978-5-04-174361-1
- Обреченные мечтатели : четыре временных правительства или почему революция была неизбежна. — М. : Эксмо, 2023. — 249 с., [24] л. ил., портр., цв. ил., факс. ISBN 978-5-04-189752-9
- Всадники Апокалипсиса : история государства и права Советской России, 1917—1922. — М. : Эксмо, 2024. — 364 с., [24] л. ил., цв. ил., портр., факс. ISBN 978-5-04-195235-8
- Государство против революции, 1922-1937. - М., Эксмо, 2024 г.
- На пути к сверхдержаве, 1939-1953. - М., Эксмо, 2025 г